# Pygolampis
Pygolampis is een geslacht van wantsen uit de familie Reduviidae (Roofwantsen). Het geslacht werd voor het eerst wetenschappelijk beschreven door Ernst Friedrich Germar in 1817.

## Soorten
Het genus bevat de volgende soorten:

- Pygolampis acanthopus Kolenati, 1857
- Pygolampis aethiops Distant, 1902
- Pygolampis albomaculata Villiers, 1961
- Pygolampis angusta Hsiao, 1977
- Pygolampis annulipes Villiers, 1963
- Pygolampis atrolineata Barber, 1929
- Pygolampis australis Walker, 1873
- Pygolampis bastardi Villiers, 1948
- Pygolampis bidentata (Goeze, 1778)
- Pygolampis biguttata Reuter, 1887
- Pygolampis breviptera Ren, 1981
- Pygolampis brevipterus Ren, 1981
- Pygolampis brevis Villiers, 1948
- Pygolampis buaya Miller, 1940
- Pygolampis buitenzorgensis Miller, 1940
- Pygolampis carvalhoi Villiers, 1960
- Pygolampis comarensis Villiers, 1968
- Pygolampis comorensis Villiers, 1968
- Pygolampis concolor Walker, 1873
- Pygolampis consors Miller, 1954
- Pygolampis cortesae Dispons, 1970
- Pygolampis dartevelleii Schouteden, 1951
- Pygolampis duckei Costa Lima & Campos Seabra, 1945
- Pygolampis duckei Lima & Seabra, 1945
- Pygolampis fairmairei Bergroth, 1893
- Pygolampis foeda Stål, 1874
- Pygolampis frenchi Bergroth, 1895
- Pygolampis gerardi Schouteden, 1931
- Pygolampis gordoni Villiers, 1944
- Pygolampis gracilicornis Villiers, 1948
- Pygolampis griaulei Villiers, 1957
- Pygolampis griveaudi Villiers, 1961
- Pygolampis hulstaerti Villiers, 1964
- Pygolampis incerta Miller, 1940
- Pygolampis inculta Miller, 1958
- Pygolampis jaegeri Villiers, 1971
- Pygolampis jor Miller, 1940
- Pygolampis kabayuana Miller, 1940
- Pygolampis kiauana Miller, 1940
- Pygolampis kinchassae Bergroth, 1905
- Pygolampis kindiana Villiers, 1948
- Pygolampis langkawiensis Miller, 1940
- Pygolampis laticaput Benedek, 1968
- Pygolampis leontovitchi Schouteden, 1951
- Pygolampis livingstoni Y. C. Gupta & Kauntey, 2007
- Pygolampis lobata Villiers, 1948
- Pygolampis longipes Hsiao, 1977
- Pygolampis macera Walker, 1873
- Pygolampis machadoi Villiers, 1960
- Pygolampis macilenta Miller, 1940
- Pygolampis madecassa Villiers, 1961
- Pygolampis mangenoti Villiers, 1959
- Pygolampis marginata Miller, 1950
- Pygolampis matogrossensis Costa Lima & Campos Seabra, 1945
- Pygolampis microcephala Villiers, 1968
- Pygolampis montana Miller, 1940
- Pygolampis moorei Miller, 1940
- Pygolampis nigerrima Villiers, 1963
- Pygolampis nigerrimus Villiers, 1963
- Pygolampis noctivaga Miller, 1940
- Pygolampis notabilis Miller, 1940
- Pygolampis nyassae Distant, 1902
- Pygolampis pahangensis Miller, 1940
- Pygolampis painei Miller, 1940
- Pygolampis pectinata Bergroth, 1893
- Pygolampis pectoralis (Say, 1832)
- Pygolampis perinetensis Villiers, 1961
- Pygolampis piceipennis Villiers, 1961
- Pygolampis prolixa Stål, 1859
- Pygolampis richardi Schouteden, 1951
- Pygolampis ridleyi Miller, 1940
- Pygolampis robinsoni Villiers, 1961
- Pygolampis rufescens Hsiao, 1977
- Pygolampis satanas Villiers, 1952
- Pygolampis secreta Villiers, 1961
- Pygolampis sericea Stål, 1859
- Pygolampis sigwalti Villiers, 1959
- Pygolampis simulipes Hsiao, 1977
- Pygolampis spurca Stål, 1859
- Pygolampis striata Miller, 1940
- Pygolampis stricticephala Villiers, 1961
- Pygolampis styx Miller, 1940
- Pygolampis tigridis Dispons, 1970
- Pygolampis togoana Villiers, 1948
- Pygolampis torpida Miller, 1940
- Pygolampis trepida Miller, 1940
- Pygolampis tuberosa Tomokuni & Cai, 2003
- Pygolampis ubangiensis Schouteden, 1951
- Pygolampis uelensis Villiers, 1964
- Pygolampis ugandensis Villiers, 1962
- Pygolampis unicolor Walker, 1873
- Pygolampis vadoni Villiers, 1961
- Pygolampis vanderysti Schouteden, 1931
- Pygolampis vicinus Schouteden, 1931
- Pygolampis vilhenai Villiers, 1960
- Pygolampis wellmanni Schouteden, 1931